# José Jobim

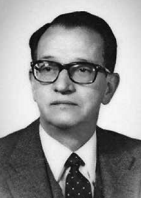
José Pinheiro Jobim

José Pinheiro Jobim  (* 2. August 1909 in São Paulo; † 1979) war ein brasilianischer Diplomat und Wirtschaftswissenschaftler.

## Leben
José Jobim war der Sohn von Joaquina Pinheiro Jobim und Francisco Antenor Jobim. 1944 war er Vizekonsul in Washington, D.C. Anschließend wurde er bei João Alberto Lins de Barros, Rubber Army, welche brasilianische Naturkautschuk-Produktion auf den Kriegsabsatz erhöhte, beschäftigt.
Von 4. Juli 1955 bis 1. November 1957 war er außerordentlicher Gesandter und Ministre plénipotentiaire in Helsinki. Von 19. Dezember 1959 bis 26. März 1962 war er Botschafter in Quito. Von 18. Januar 1965 bis 9. September 1966 war er Botschafter in Bogotá. Von 16. November 1966 bis 17. Oktober 1968 war er Botschafter in Algier. Von 19. Oktober 1968 bis 20. April 1973 war er Botschafter beim Heiligen Stuhl.

## Veröffentlichungen
- História das Indústrias no Brasil, Rio de Janeiro, 1940
- Brazil in the Making, Macmillan Company, New York, 318 S., 1943